# Zuidelijke franjeaap
De zuidelijke franjeaap of Angolese franjeaap (Colobus angolensis) is een Afrikaanse soort uit de familie apen van de Oude Wereld (Cercopithecini).

## Uiterlijke kenmerken
De zuidelijke franjeaap heeft een zwart gezicht en een zwarte vacht. Het gezicht is omringd door lang, wit haar, en verder heeft hij een mantel van lange witte haren op de schouders. De lange, dunne staart kan geheel wit zijn, maar ook bijna geheel zwart, op het puntje na. Er bestaat grote regionale variatie in de hoeveelheid wit in de vacht en de lengte van de vacht. Dieren uit de bergen hebben een langere, vollere vacht dan dieren uit het laagland.
Mannetjes zijn groter dan vrouwtjes. Het mannetje heeft een kop-romplengte van 50 tot 67 centimeter, het vrouwtje een kop-romplengte van 50 tot 61 centimeter. De staart is 63 tot 90 centimeter lang, het lichaamsgewicht is 9 tot 20 kilogram.

## Verspreiding en leefgebied
De zuidelijke franjeaap leeft in dichte regenwouden, zowel in het laagland als in de bergen en aan de kust. Hij leeft in het grootste deel van het Kongogebied, ten zuiden en ten noordoosten van de Kongostroom, oostwaarts tot de Ruwenzori, Burundi en Zuidwest-Oeganda. In Oost-Afrika is de zuidelijke franjeaap te vinden in de kustwouden van Kenia en Tanzania en in enkele geïsoleerde bergen, op een hoogte van 400 tot 1000 meter. De soort komt overigens nauwelijks in Angola voor, ondanks de soortnaam angolensis. De zuidelijke franjeaap leeft van alle zwart-witte franjeapen het zuidelijkst. Zijn verspreidingsgebied ligt ten zuiden van het verspreidingsgebied van de oostelijke franjeaap (Colobus guereza).

## Voedsel

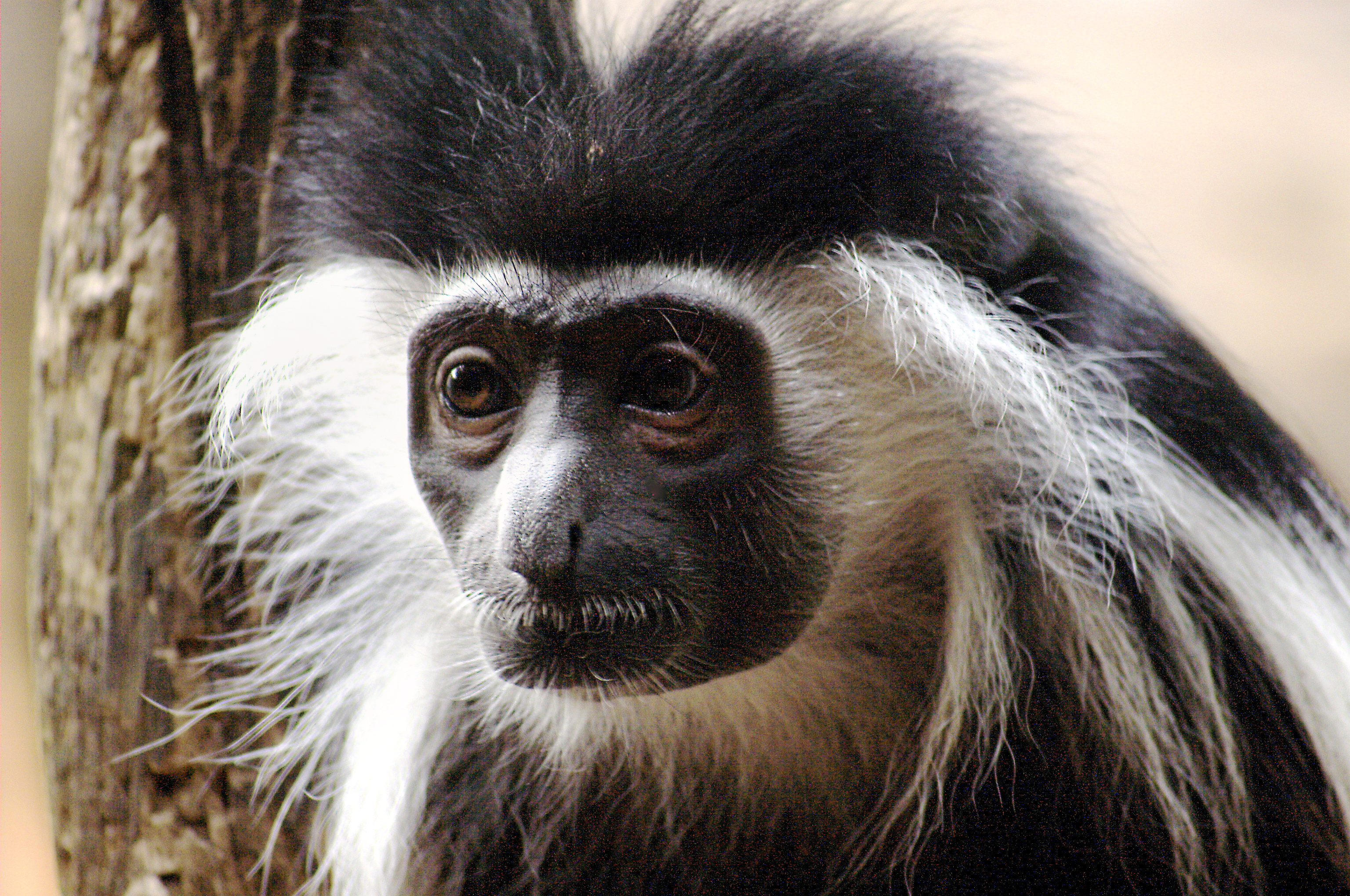
Franjeaap

Het menu van de zuidelijke franjeaap bestaat voor ongeveer twee derde uit bladeren en voor een derde uit vruchten en zaden. In Oost-Tanzania bestaat het dieet voornamelijk uit rijpe vruchten, een derde van het dieet bestaat uit volgroeide bladeren. Doordat ze niet afhankelijk zijn van jonge bladeren, heeft de zuidelijke franjeaap van alle franjeapen het grootste verspreidingsgebied.